# Salins (Sena i Marne)
Salins és un municipi francès, situat al departament de Sena i Marne i a la regió d'Illa de França. L'any 2007 tenia 991 habitants.
Forma part del cantó de Montereau-Fault-Yonne, del districte de Provins i de la Comunitat de comunes del Pays de Montereau.

## Demografia

### Població
El 2007 la població de fet de Salins era de 991 persones. Hi havia 294 famílies, de les quals 36 eren unipersonals (24 homes vivint sols i 12 dones vivint soles), 83 parelles sense fills, 163 parelles amb fills i 12 famílies monoparentals amb fills.
La població ha evolucionat segons el següent gràfic:
Habitants censats

### Habitatges
El 2007 hi havia 339 habitatges, 307 eren l'habitatge principal de la família, 18 eren segones residències i 14 estaven desocupats. 331 eren cases i 7 eren apartaments. Dels 307 habitatges principals, 276 estaven ocupats pels seus propietaris, 23 estaven llogats i ocupats pels llogaters i 8 estaven cedits a títol gratuït; 1 tenia una cambra, 7 en tenien dues, 46 en tenien tres, 77 en tenien quatre i 176 en tenien cinc o més. 257 habitatges disposaven pel capbaix d'una plaça de pàrquing. A 105 habitatges hi havia un automòbil i a 187 n'hi havia dos o més.

### Piràmide de població
La piràmide de població per edats i sexe el 2009 era:
| Homes | Edats   | Dones |
| ----- | ------- | ----- |
| 0     | 95 o +  | 0     |
| 8     | 90 a 94 | 20    |
| 0     | 85 a 89 | 28    |
| 4     | 80 a 84 | 16    |
| 8     | 75 a 79 | 4     |
| 8     | 70 a 74 | 0     |
| 20    | 65 a 69 | 24    |
| 28    | 60 a 64 | 12    |
| 8     | 55 a 59 | 16    |
| 32    | 50 a 54 | 12    |
| 44    | 45 a 49 | 40    |
| 20    | 40 a 44 | 24    |
| 44    | 35 a 39 | 56    |
| 52    | 30 a 34 | 52    |
| 12    | 25 a 29 | 28    |
| 4     | 20 a 24 | 20    |
| 44    | 15 a 19 | 12    |
| 32    | 10 a 14 | 36    |
| 52    | 5 a 9   | 52    |
| 56    | 0 a 4   | 36    |

## Economia
El 2007 la població en edat de treballar era de 590 persones, 456 eren actives i 134 eren inactives. De les 456 persones actives 418 estaven ocupades (227 homes i 191 dones) i 38 estaven aturades (15 homes i 23 dones). De les 134 persones inactives 36 estaven jubilades, 45 estaven estudiant i 53 estaven classificades com a «altres inactius».

### Ingressos
El 2009 a Salins hi havia 321 unitats fiscals que integraven 945 persones, la mediana anual d'ingressos fiscals per persona era de 19.822 €.

### Activitats econòmiques
Dels 25 establiments que hi havia el 2007, 2 eren d'empreses de fabricació d'altres productes industrials, 5 d'empreses de construcció, 6 d'empreses de comerç i reparació d'automòbils, 1 d'una empresa de transport, 2 d'empreses d'hostatgeria i restauració, 1 d'una empresa immobiliària, 4 d'empreses de serveis, 3 d'entitats de l'administració pública i 1 d'una empresa classificada com a «altres activitats de serveis».
Dels 5 establiments de servei als particulars que hi havia el 2009, 1 era un paleta, 1 lampisteria, 1 electricista, 1 restaurant i 1 agència immobiliària.
Dels 2 establiments comercials que hi havia el 2009, 1 era una botiga de més de 120 m² i 1 una botiga de material de revestiment de parets i terra.
L'any 2000 a Salins hi havia 6 explotacions agrícoles.

## Equipaments sanitaris i escolars
El 2009 hi havia una escola elemental.

## Poblacions properes
El següent diagrama mostra les poblacions més properes.